# Gustav Wedell-Wedellsborg (1844-1923)
 Der er flere personer med dette navn, se Gustav Wedell-Wedellsborg.
August "Gustav" Frederik baron Wedell-Wedellsborg (født 20. december 1844 på Hegnetslund, død 14. juni 1923 på Hellerupgård) var en dansk officer, far til Ernst Wedell-Wedellsborg.
Han var søn af baron, kammerherre Ferdinand Wedell-Wedellsborg og hustru Eleonore født komtesse Bille-Brahe, blev sekondløjtnant 1867 i rytteriet, premierløjtnant 1870 og ritmester 1881, blev oberstløjtnant 1896 og chef for Gardehusarregimentet 1897, oberst 1902 og tog afsked 1904.
Han ejede Hellerupgård, var viceformand i De danske Krigsinvaliders Selskab og blev formand for Det danske Travselskab 1910. Han var kammerherre, Ridder af Dannebrog, Dannebrogsmand og bar flere udenlandske ordener.
Han blev gift gift første gang 26. oktober 1879 i Berlin med Marie Engelhardt (6. marts 1843 i Berlin – 31. januar 1889 i Randers), datter af justitsråd, prøjsisk advokat Engelhardt, anden gang 27. juli 1898 i Lyngby Kirke med Olga Vett (15. april 1875 i Aarhus – 11. august 1958), datter at grosserer Emil Vett. Via dette ægteskab kom slægten Wedell-Wedellsborg ind i kredsen af ejere af Magasin du Nord.